# Daniel Böhm
Daniel Böhm (Clausthal-Zellerfeld, 16 de junio de 1986) es un deportista alemán que compitió en biatlón.
Participó en los Juegos Olímpicos de Sochi 2014, obteniendo una medalla de oro en la prueba de relevos 4 × 7,5 km. Ganó una medalla de oro en el Campeonato Mundial de Biatlón de 2015 y siete medallas en el Campeonato Europeo de Biatlón entre los años 2009 y 2012.

## Palmarés internacional
| Juegos Olímpicos   | Juegos Olímpicos        | Juegos Olímpicos  | Juegos Olímpicos |
| Año                | Lugar                   | Medalla           | Prueba           |
| ------------------ | ----------------------- | ----------------- | ---------------- |
| 2014               | Sochi (Rusia)           | Medalla de oro    | Relevo           |
| Campeonato Mundial |                         |                   |                  |
| Año                | Lugar                   | Medalla           | Prueba           |
| 2015               | Kontiolahti (Finlandia) | Medalla de oro    | Relevo           |
| Campeonato Europeo |                         |                   |                  |
| Año                | Lugar                   | Medalla           | Prueba           |
| 2009               | Ufá (Rusia)             | Medalla de oro    | Persecución      |
| 2009               | Ufá (Rusia)             | Medalla de plata  | Relevo           |
| 2010               | Otepää (Estonia)        | Medalla de oro    | Velocidad        |
| 2010               | Otepää (Estonia)        | Medalla de oro    | Relevo           |
| 2012               | Osrblie (Eslovaquia)    | Medalla de oro    | Individual       |
| 2012               | Osrblie (Eslovaquia)    | Medalla de oro    | Relevo           |
| 2012               | Osrblie (Eslovaquia)    | Medalla de bronce | Persecución      |